# Vidángoz
Vidángoz in castigliano e Bidankoze in basco, è un comune spagnolo di 106 abitanti situato nella comunità autonoma della Navarra.